# Армен Єгіазарян
Армен Беніамінович Єгіазарян (вірм. Արմեն Եղիազարյան; нар. 14 листопада 1951, Єреван) — вірменський державний діяч.

## Життєпис
Народився 14 листопада 1951 року в Єревані.
- 1968—1973 — Єреванський державний університет. Інженер-економіст.
- 1974—1977 — аспірантура Центрального економіко-математичного інституту Академії наук СРСР (Москва). Кандидат економічних наук.
- 1977—1984 — асистент у Єреванському інституті народного господарства, а в 1984—1990 — асистент Єреванського державного університету.
- 1990—1992 — заступник голови урядової комісії економічних реформ Вірменії, а в 1992—1993 — начальник управління тієї ж комісії.
- 1993—1995 —  Міністр економіки Вірменії.
- 1995—1999 — депутат парламенту. Голова постійної комісії з фінансово-кредитних, бюджетних та економічних питань. Член «АОД».
- 1999—2003 — голова спілки банків Вірменії.
- 2003—2006 — радник Прем'єр-міністра Вірменії.
- З 2006 — керівник економічного блоку вірмено-європейського центру економічної політики та правових консультацій.